# カッサーゴ・ブリアンツァ
カッサーゴ・ブリアンツァ（伊: Cassago Brianza）は、イタリア共和国ロンバルディア州レッコ県にある、人口約4,400人の基礎自治体（コムーネ）。

## 地理

### 位置・広がり
レッコ県南部、ブリアンツァ地方のコムーネ。県都レッコから南南西へ15kmの距離にある。

#### 隣接コムーネ
隣接するコムーネは以下の通り。MBはモンツァ・エ・ブリアンツァ県所属を示す。
- バルザノ
- ブルチャーゴ
- クレメッラ
- モンティチェッロ・ブリアンツァ
- ニビオンノ
- レナーテ (MB)
- ヴェドゥッジョ・コン・コルツァーノ (MB)

### 気候分類・地震分類
気候分類では、zona E, 2544 GGに分類される。
また、イタリアの地震リスク階級 (it) では、zona 3 (sismicità bassa) に分類される。

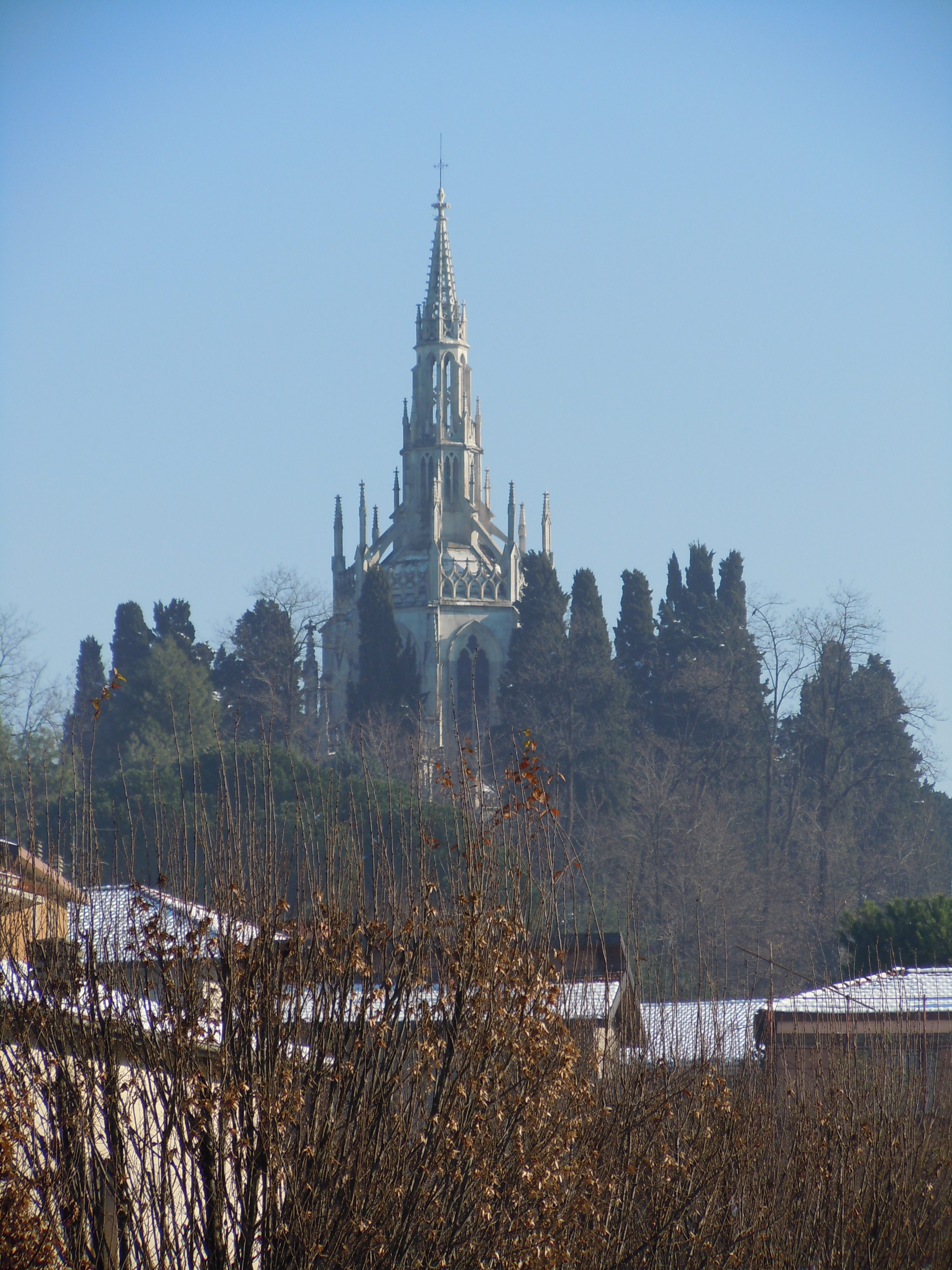
ヴィスコンティ・ディ・モドローネ霊廟（Mausoleo Visconti di Modrone）

## 行政

### 分離集落
カッサーゴ・ブリアンツァには、以下の分離集落（フラツィオーネ）がある。
- Oriano, Tremoncino
- Località: Campiasciutti, Costa, Cassago Stazione, La Costa, Molinello, La Ca', Costaiola, Rosello, Zizzanorre